# 유지나 (가수)
유지나(본명: 유순동, 1968년 8월 22일~)는 대한민국의 트로트 가수 겸 작사가이자 국악인으로, 충남 부여 생이다.

## 생애
판소리 가수라고 불리는 유지나는 충청남도 부여군 출신으로 중학교 때 국악원에서 국악을 배웠으며 이후 국악계 고등학교, 대학교에서 국악과를 졸업하였는데, 1983년 《KBS 전국 국악 콩쿠르》에서 심청가를 불러 최우수상을 수상하고 1987년 《MBC 노들가요제》에서 민요풍 노래 《소문났네(소문난 소리)》를 불러 대상, 최우수가창상을 수상하면서 국악 실력을 뽐내 국악인으로 데뷔하였다. 대학교에서 국악, 엄밀히 말해서 판소리를 전공한 유지나는 국악인으로 활동하다가, 1992년 연초에 《저 하늘 별을 찾아》라는 작품으로써 트로트 가수로 데뷔하였다.
그러나 활동을 잠시 접고 판소리 학원을 운영하는 등 잠시 가요계를 떠났다가 2001년에 또다시 본격적으로 《저 하늘 별을 찾아》라는 곡으로 활동하기 시작하여 2005년에는 국악과 트로트의 조화를 이룬 곡 《쓰리랑》으로 인기를 얻기 시작하면서 라디오 성인 대상 프로그램에서 자주 신청되는 등 좋은 반응을 얻었다. 그리고 2006년 《속 깊은 여자》, 2008년 《쑈쑈쑈》를 히트시키며 트로트 가수로서 인지도를 높여 2009년에는 《2009 전통가요대상》 남녀가수왕에 선정되었다.
2009년 그 해에는 《쓰리랑》이라는 곡이 베를린 국제영화제에 독일 플라잉문 제작사에서 예술전용영화관 상영용으로 만든 다큐영화 《나의 살던 고향》에 삽입곡으로 쓰여 전 세계적으로 알려졌는데 파독간호사가 주인공으로 등장해 오랫동안 독일에서 생활하다 경남 남해의 한 마을에 다시 돌아온 후 겪는 문화적 충격과 새로운 나라 한국에서 다시 적응하는 과정의 아픔과 어려움 속에서 고향에 대한 그리움과 향수를 다룬 영화이다. 그리고 그 해에 동료가수 이혜리와 《고추》라는 곡으로 활동을 하면서 고추투쟁이 발생하였다. 하지만 그 투쟁에서 이겨 활동을 재개하였다. 2010년부터 《선남선녀》, 《안그런척》, 《무슨 사랑》을 부르며 활동하고 있다.
유지나가 부른 곡들을 살펴보면 국악과 트로트가 이루어진 곡 이외에 주로 정통 트로트를 불렀기에 대한민국에서 이미자, 주현미, 문희옥, 김용임 등 정통 트로트 가수로서의 계보를 잇는 가수 중 하나이다.

## 학력
- 국악예술고등학교 졸업
- 추계예술대학교 국악학과 졸업

## 경력
- 2008년 고흥 석류 홍보대사
- 2009년 제10회 청양고추축제 홍보대사
- 2010년 동수원세무서 홍보대사
- 2012년 영광군 명예 홍보대사
- 2016년 충청북도 영동군 가요 홍보대사, 진안고원 트로트페스티벌 홍보대사

## 수상
- 2010년 제16회 대한민국 연예예술상 사회봉사상
- 2010년 제11회 대한민국 연예문화상 성인가요부문 10대가수상
- 2010년 제18회 대한민국문화연예대상 성인가요 10대가수상
- 2009년 제9회 한국전통가요대상 여자 가수왕
- 2006년 제13회 대한민국 연예예술상 연예인 봉사상
- 1987년 MBC 노들가요제 대상 수상
- 1987년 MBC 노들가요제 최우수 가창상
- 1985년 TBC 동양콩쿠르 동상 수상
- 1983년 KBS 전국 국악 콩쿠르 최우수상

## 데뷔
- 1998년 1집 앨범 "저 하늘 별을 찾아"

## 주요곡
- 2021년 《찬란한 인생 (니나노)》
- 2018년 《김치》
- 2017년 《돈돈 돈타령》
- 2016년 《미운 사내》
- 2016년 《아버지와 딸 (With 송해)》
- 2015년 《내 사랑아》
- 2011년 《안 그런 척》 (Single)
- 2010년 《선남선녀》
- 2009년 《고추》
- 2008년 《쑈쑈쑈》
- 2006년 《속 깊은 여자》
- 2004년 《쓰리랑》
- 2001년 《저 하늘 별을 찾아》
- 1998년 《저 하늘 별을 찾아》